# 栗子乡
栗子乡是中国重庆市丰都县下辖的一个乡。

## 行政区划
栗子乡辖7个行政村。
- 村：南江村、建龙村、栗子村、金龙寨村、联合村、茶岭村、双石磙村